# كأس كرواتيا 2013–14
كأس كرواتيا 2013–14 (بالكرواتية: Hrvatski nogometni kup 2013./14.)‏ هو الموسم 23 من كأس كرواتيا. أقيم خلال الفترة 27 أغسطس 2013 وحتى 13 مايو 2014، وأشرف على تنظيمه اتحاد كرواتيا لكرة القدم، وكان عدد الأندية المشاركة فيه 46، وفاز فيه نادي رييكا.